# Elecciones parlamentarias de Santo Tomé y Príncipe de 2006
Las elecciones parlamentarias de Santo Tomé y Príncipe se llevaron a cabo el 26 de marzo de 2006. El resultado fue una victoria para el Movimiento Democrático de las Fuerzas del Cambio-Partido Liberal, que se presentó en alianza con el Partido Convergencia Democrática-Grupo de Reflexión, obteniendo 23 escaños. Después de la formación de varias coaliciones, Tomé Vera Cruz fue nombrado primer ministro. La participación electoral fue cercana al 67%.

## Resultados
| Partidos                                                                          | Votos  | %     | Escaños | +/-   |
| --------------------------------------------------------------------------------- | ------ | ----- | ------- | ----- |
| Movimiento Democrático de las Fuerzas del Cambio-Partido Liberal                  | 19.640 | 37.07 | 23      | 0     |
| Movimiento para la Liberación de Santo Tomé y Príncipe / Partido Social Demócrata | 15.733 | 30.21 | 20      | -3    |
| Acción Democrática Independiente                                                  | 10.678 | 20.50 | 11      | +3    |
| Movimiento Nuevo Rumbo                                                            | 2.515  | 4.83  | 1       | Nuevo |
| Otros partidos                                                                    | 3.519  | 6.47  | 0       | 0     |
| Votos en blanco/anulados                                                          | 1.293  | −     | −       | −     |
| Total                                                                             | 53.378 | 100   | 55      | −     |
| Votantes registrados/participación                                                | 79.849 | 66.9  | −       | −     |
| Fuente: Nohlen et al                                                              |        |       |         |       |